# Взрыв жилого дома в Каспийске (1996)
Взрыв жило́го до́ма в Каспи́йске — теракт, произошедший 16 ноября 1996 года в Каспийске (Дагестан), когда был взорван 9-этажный жилой дом.
Взрыв произошёл в 2 часа 10 минут в доме № 58 по улице Ленина. Основными жильцами взорвавшегося дома были семьи военнослужащих Каспийского пограничного отряда Северо-Кавказского пограничного округа. Мощность бомбы, по разным оценкам, составила 30—150 кг в тротиловом эквиваленте. В результате взрыва было повреждено всё здание, одна из его секций была полностью разрушена. Под завалами оказались 106 человек. 67 из них погибли, 39 человек удалось спасти.
По данным газеты «Известия» (13.05.2002), погибли 64 человека, из них 20 детей, 17 женщин, 15 офицеров-пограничников, 2 военнослужащих срочной службы, 2 родственников, приехавших к пограничникам в гости. Остальные погибшие — местные жители.
19 ноября 1996 года в России было объявлено днём общенационального траура по погибшим.
Управлением ФСБ по Дагестану было возбуждено уголовное дело по статье «терроризм».
Основная версия следствия: «месть пограничникам со стороны криминальных структур, — якобы офицеры погранслужбы отказали контрабандистам открыть канал на границе с Азербайджаном для провоза крупной партии оружия либо наркотиков».
В ноябре 2003 года пресс-служба следственного отдела ФСБ по Северному Кавказу сообщила, что сейчас дело приостановлено, хотя поиски террористов не прекращаются.